# Montecatini
Montecatini var ett kemiföretag med säte i Milano som under mellankrigstiden var Italiens största kemiföretag. Det grundades 1888 i Montecatini Val di Cecina. Bolaget blev en del av Montedison 1966.